# نسيم معلوف
نسيم معلوف هو بواق لبناني، ولد في 1941.

## وصلات خارجية
- نسيم معلوف على موقع قاعدة بيانات الأفلام العربية
- نسيم معلوف على موقع ميوزك برينز (الإنجليزية)
- نسيم معلوف على موقع ديسكوغز (الإنجليزية)